# Ermita de Togores
L'ermita de Togores és un monument del municipi de Sabadell (Vallès Occidental) protegit com a bé cultural d'interès local. Es tracta d'una ermita i masia possiblement del segle xiv, situades a l'esquerra del Ripoll, a la vall del riu Tort, en una esplanada envoltada d'alzines.

## Descripció
Conjunt format per l'ermita de Togores i la masia de Can Pagès Vell.
L'ermita té l'absis vuitavat, que dona a migdia i a la paret de llevant, amb aparell de pedra, s'hi veuen dues voltes de formigó encanyissat. La gran té un gruix d'1,10 metres i un diàmetre de 2,25 m, que ara fa l'ofici d'arc botant, unint la capella, per la banda ponent amb la masia. L'arc més petit uneix la capella amb la masia per ran de pou i té un gruix d'1,35 m i una volta d'uns 2 m.
La masia és de planta baixa i pis, amb coberta a dues vessants que donen aigües a les façanes laterals.

## Història
Possiblement, segons Miquel Carreras, l'ermita de Togores hagi estat bastida damunt les restes d'una vella construcció romana. Les primeres dates documentals però ens remeten a 1323. En els segles XII i XIII s'hi venerava la Mare de Déu de Togores, advocada per a sortir indemne dels fets d'armes i per a la pluja.Els màrtirs que es veneren a la capella són Sant Abdon i Sant Senén. Durant els segles xiv i xv Togores fou estatge de monges, depenent del monestir de Sant Llorenç del Munt. Un cop desaparegudes les monges, alguns abats de la Mola habitaren aquesta casa. Togores va pertànyer al terme municipal de Sant Pere de Terrassa fins aquest segle (1904).